# Wanneroo
Wanneroo è un sobborgo situato nell'area metropolitana di Perth, in Australia Occidentale; esso si trova a nord del centro cittadino ed è la sede della Città di Wanneroo. Al censimento del 2006 contava 10.932 abitanti.